# Reserva de la biosfera La Michilía
La reserva de la biosfera La Michilía es un área natural protegida de México. Se localiza a 75 kilómetros al sur de Durango entre la sierra de Michis y la sierra Urica. Comprende 9 421 hectáreas y fue declarada como reserva de la biosfera en 1977. Su zona núcleo es el Cerro Blanco, de 3 000 hectáreas, aproximadamente.
El área entre estas dos sierras tiene varias colinas y mesetas pequeñas, separadas por valles y cañones de diferente profundidad.  

## Localización
La Michilía está localizada entre dos cadenas montañosas, la sierra Michis y la sierra Urica en un brazo de la Sierra Madre Occidental, al sureste del estado de Durango en los municipios de Suchil y Mezquital. En el área de amortiguamiento existen los asentamientos humanos Ejido Alemán, Ejido San Juan de Michis y el rancho La Peña.

## Biodiversidad
De acuerdo al Sistema Nacional de Información sobre Biodiversidad de la Comisión Nacional para el Conocimiento y Uso de la Biodiversidad (CONABIO) en la Reserva de la Biosfera La Michilía habitan más de 465 especies de plantas y animales de las cuales 15 se encuentra dentro de alguna categoría de riesgo de la Norma Oficial Mexicana NOM-059  y 4 son exóticas,

### Flora
Hay cinco tipos de vegetación en la reserva: bosque de coníferas, bosque de robles, pastizales, matorrales xerófitos, y vegetación acuática y subacuática. Sus bosques actúan como un área de influencia de dos cuencas que son importantes para la agricultura de la región. La reserva alberga 770 especies de plantas vasculares. 

### Fauna
La fauna en la reserva es predominantemente de origen neártico con afinidades de América del Norte. El carpintero imperial vivía en la zona, pero se ha extinguido. El lobo gris mexicano y el oso negro americano se han reintroducido en la reserva.
Entre las especies de vertebrados más importantes son el ciervo de cola blanca, el puma, los coyotes, el pavo salvaje, el loro de pico grueso y el águila.